# Flamman & Abraxas
Flamman & Abraxas is een Nederlands/Amerikaans duo, bestaande uit Jeroen Flamman en Jeff Porter, dat zich vooral bezighoudt met het produceren van hardcore. Zo zijn zij de producers van onder andere de Party Animals, de Mini Animals, 2 Uninterested (Tekno Mafia) en voorheen ook van de jump-act Patrick Jumpen.
Eind jaren 80 begon het duo met het draaien en produceren van house onder de naam Fierce Ruling Diva. Met deze act vlogen ze de hele wereld over om op te treden, van Mexico tot Rusland. Porter werkt in 1991 ook samen met Orlando Voorn als Designer loops. Samen maken ze de EP Advanced House For Purists. De grote doorbraak komt echter in 1995, wanneer ze een radiomix maken van 'I Wanna Be a Hippy' van Technohead. De plaat wordt een nummer 1-hit in onder andere Nederland en Duitsland. Ondanks het succes houden ze er geen geld aan over. Met Technohead is namelijk de deal dat ze in ruil voor hun remix, een remix van hen krijgen voor een eigen plaat, die flopt. Van verdere samenwerking wil Technohead ook niets weten. Wel levert de hit ze vele boekingen op in met name Duitsland.  Met de typetjes uit de videoclip van I Wanna Be a Hippy wordt niet veel later de act Party Animals 'geboren', waarmee ze hun succesformule voortzetten. Met deze groep scoren ze in 1996 drie nummer 1-hits op rij, worden er diverse top 10-noteringen gehaald en stijgen de eerste albums van de groep naar de hoogste regionen van de albumhitlijsten. In 1996 en 1997 worden er een aantal singles onder hun eigen naam uitgebracht en samen met MC Remsy en MC Lynx worden een aantal grote hits gescoord.
In 1999 zijn Flamman & Abraxas, samen met schrijver Jan Rot, verantwoordelijk voor "Email to Berlin" van Double Date. Deze single werd ingezonden als kandidaat voor het Eurovisiesongfestival van dat jaar. Het nummer werd echter laatste op het Nationaal Songfestival.
Daarna was het een tijdje stil rond Flamman & Abraxas. In 2000 mislukte de eerste poging tot een comeback van de Party Animals, maar twee jaar later lukte het wel. Inmiddels zijn er weer diverse singles van de groep geproduceerd, maar een grote hit is vooralsnog uitgebleven.
In 2007 gingen Flamman & Abraxas de samenwerking aan met jumpact Patrick Jumpen. De single 'Holiday' haalde de Top 5, en ook de tweede single 'The Secret' behaalde de Top 40. Ook werd er een album genaamd 'One Man Army' uitgebracht.
Naast produceren zijn beide heren ook actief als DJ, zowel samen als solo. Zo waren ze te zien op feesten als Thunderdome, Hellraiser en Mysteryland. Bij hun DJ-sets worden ze vocaal ondersteund door ex-Party Animals als MC Remsy, Jordi, Martijn, Jan en Wesley.

## Discografie
| Single met eventuele hitnotering(en) in de Nederlandse Top 40 | Datum van verschijnen | Datum van binnenkomst | Hoogste positie | Aantal weken | Opmerkingen                                              |
| ------------------------------------------------------------- | --------------------- | --------------------- | --------------- | ------------ | -------------------------------------------------------- |
| Good to go                                                    | 1996                  | 11-1996               | 4               | 10           | nummer 4 in de Mega Top 100 / uit de film Naar de Klote! |
| I'll be your only friend                                      | 1997                  | 04-1997               | 4               | 9            | nummer 5 in de Mega Top 100 / Alarmschijf                |
| I need love                                                   | 1997                  | 08-1997               | 9               | 7            | nummer 12 in de Mega Top 100 / met MC Lynx               |
| Rubb it in                                                    | 1997                  | -                     | tip             | -            | nummer 49 in de Mega Top 100                             |
| Good To Go 2005                                               | 2005                  | -                     | -               | -            | nummer 30 in de Mega Top 100                             |